# 上甫木昭春
上甫木昭春（かみほぎ あきはる、1954年 - ）は、日本の造園学者。大阪府立大学大学院生命環境科学研究科教授。学術博士。専門分野は、緑地計画および地域生態学。大阪府、兵庫県、神戸市、豊中市、吹田市、大阪狭山市などにおいて、土地利用審査会、河川審議会、都市計画審議会、環境審議会、文化財審議会などの委員を務める。社会的活動は「大阪湾見守りネット」や「阪神・都市ビオトープフォーラム」など。
鹿児島県生まれ。1979年大阪府立大学大学院農学研究科農業工学専攻修士課程修了後、株式会社景観設計研究所、兵庫県立人と自然の博物館などを経て現職。
主な著書として、『検証・学校ビオトープ』（大阪公立大学共同出版会、2009）、『大阪湾の自然と再生』（大阪公立大学共同出版会、2008）、『生態学からみた里やまの自然と保護』（講談社、2005）、『農学から地域を考える』（大阪公立大学共同出版会、2003）、『身近な森の歩き方』（文英堂、2003）などを分担執筆。
平成26･27年度、日本造園学会関西支部長。